# 酒井武
酒井 武（さかい たけし、1944年7月18日 - ）は、日本の経営者。福岡放送社長を務めた。

## 経歴
東京都出身。1968年に早稲田大学政治経済学部を卒業し、同年に日本テレビ放送網に入社。2005年6月に取締役に就任し、2007年6月に福岡放送に出向し、常務に就任し、2011年6月から2014年6月までに社長を務めた。
2016年4月に旭日中綬章を受章した。